# Metanet
Metanet este o rețea descentralizată, asemănătoare cu Freenet ca scop, dar nu și ca design. Metanet funcționează făcând dificilă aflarea identității celorlalți utilizatori ai rețelei permițându-le să ofere conținut și servicii IPv4 într-un mod anonim.